# Salzviertel (Einheit)
Das Salzviertel war ein Zürcher Volumenmass für Salz. Nachzuweisen ist der Gebrauch des Masses seit dem Jahr 1660. Vier Viertel rechnete man auf eine Mass.
- 1 Salzviertel = 1159 ½ Pariser Kubikzoll[1] ≈ 23 Liter
- 1 Salzviertel = 96 Becher (entsprach 3 Vierlinge)
- Sulz (Salzwasser) 1 Salzviertel = 4 Salzzoll (1 Sz. = 7,3 Liter)
- Tübingen 1 Salzviertel = 19,88 Liter
  - 1 Salzmess (Tübinger) = 1 Salzscheibe = 5 ½ Viertel

## Einzelnachweis
1. ↑  Carl Gotthelf Regner: Neues landwirthschaftliches Handbuch zum Anbau und zur Acclimatisirung ausländischer Getreide-, Handels-, Oel- und Futter-Gewächse. Craz u. Gerlach, Freiberg 1808, S. 357.